# Mitterwindach
Mitterwindach war ein Gemeindeteil der Gemeinde Windach.
Das Dorf Mitterwindach war ursprünglich ein Ort der Gemeinde Unterwindach, die 1939 zusammen mit Oberwindach in der neu gebildeten Gemeinde Windach aufgegangen ist. Es lag östlich der Windach und nördlich von Oberwindach. Mitterwindach wurde letztmals in der Ausgabe 1964 der Amtlichen Ortsverzeichnisse für Bayern genannt und war damals bereits baulich mit Unterwindach verbunden. In der Ausgabe von 1973 erscheint erstmals der Gemeindeteil Windach, in dem Mitter-, Ober- und Unterwindach aufgegangen sind.
Koordinaten: 48° 4′ N, 11° 2′ O